# Макар, Александр Михайлович
Алекса́ндр Миха́йлович Мака́р (настоящая фамилия — Жвиф; 1877, Одесса — 8 июля 1961, Москва) — советский государственный и партийный деятель, дипломат.

## Биография
Член РСДРП с 1899 года. Окончил физико-математический факультет Новороссийского университета в Одессе (1904) и медицинский факультет Базельского университета (1908).
- В 1907—1917 годах — в эмиграции.
- В 1917 году — член Одесского комитета РСДРП(б), редактор газет «Голос пролетария» и «Солдатская мысль» (Одесса).
- В 1918 году — член Одесского военно-революционного комитета, комиссар здравоохранения, прессы ЦИК Советов Румынского фронта, Черноморского флота и Одесского военного округа.
- С 18 (31) января 1918 по 28 февраля 1918 года — народный комиссар здравоохранения и общественного призрения Одесской Советской Республики[3].
- В 1918—1919 годах — член Московского комитета РКП(б), сотрудник редакции газеты «Правда».
- В 1919 году — член коллегии Народного комиссариата здравоохранения Украинской ССР.
- В 1919—1920 годах — комиссар Санитарного управления 12-й армии.
- В 1920 году — председатель Всеукраинского комитета по трудовой повинности.
- В 1922 году — заместитель генерального прокурора Украинской ССР.
- С 10 апреля 1923 по 12 мая 1924 года — член Центральной контрольной комиссии КП(б) Украины.
- С 1923 года по 12 мая 1924 года — член Президиума Центральной контрольной комиссии КП(б) Украины.
- С 1924 года по март 1926 года — советник Полномочного представительства СССР в Италии[1].
- С 4 марта 1926 по 25 октября 1927 года — полномочный представитель СССР в Норвегии[4].
- С 25 октября 1927 по 26 января 1930 года — полномочный представитель СССР в Мексике[5].
- В 1930—1932 годах — председатель секции обмена в Госплане СССР.
- С 1932 года — член Коллегии Наркомата связи, затем член Верховного суда СССР[2].

С 1949 года на пенсии. Умер 8 июля 1961 года. Похоронен на Новодевичьем кладбище. 

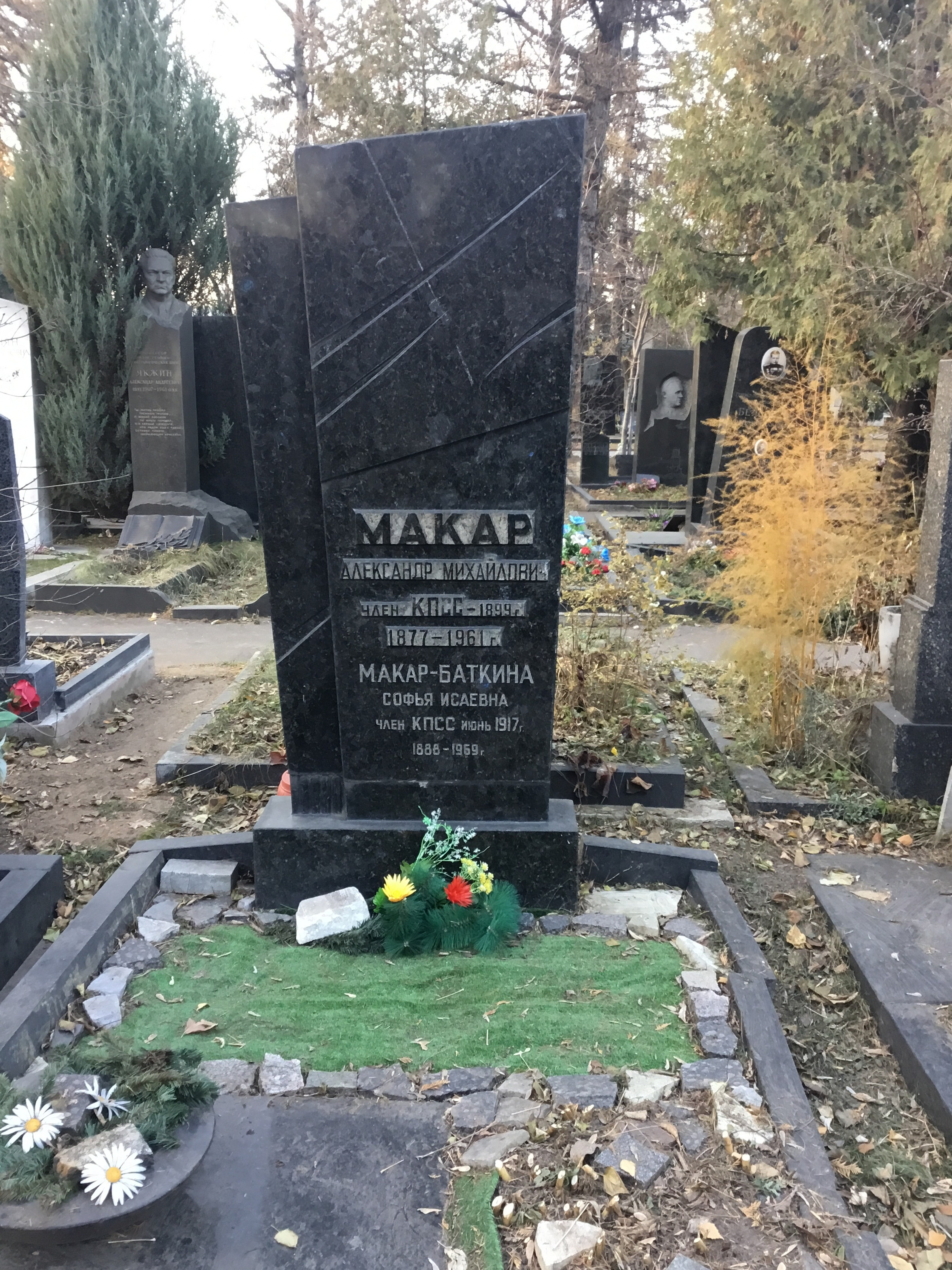
Могила Александр Михайлович Макара на Новодевичьем кладбище

## Награды
- Орден Трудового Красного Знамени[1].

### Дополнительные
- «Дипломатический словарь» под ред. А. А. Громыко, А. Г. Ковалева, П. П. Севостьянова, С. Л. Тихвинского в 3-х томах, М., «Наука», 1985—1986. — Т. 2, с. 172.